# 高橋直
高橋 直（たかはし なお、1925年7月28日 - 2007年7月29日）は日本中央競馬会 (JRA) ・栗東トレーニングセンターに所属していた調教師。騎手でもあった。東京都出身（出生地は岩手県）。妻の父は東原玉造元調教師、妻の兄は東原実元調教師である。

## 来歴
- 1940年 - 中山・岸参吉厩舎所属の騎手見習いとなり、のちに中山・高木良三厩舎所属となる。
- 1941年 - 中山・東原玉造厩舎所属の騎手候補生となる。
- 1943年 - 騎手デビュー。
- 1944年 - 中山・高木良三厩舎所属となる。
- 1955年 - 東京・藤本冨良厩舎所属となる。
- 1957年 - 中京・諏訪佐市厩舎所属となる。
- 1959年 - 阪神・木村寛厩舎所属となる。
- 1961年 - 調教師免許を取得し騎手を引退する。騎手成績は608戦79勝（中央競馬以降）。同年阪神競馬場で厩舎を開業し、3月11日に初出走となるレースにミスシンバシが出走し7着となり、7月9日にトキツチカラが勝利し、のべ28頭目で初勝利を挙げる。
- 1965年 - 朝日チャレンジカップをゴールデンパスが制し重賞初勝利を挙げる。
- 1967年 - 桜花賞をシーエースが制しクラシック初勝利を挙げる。
- 1969年 - 栗東トレーニングセンター開設に伴い栗東へ移転する。
- 1999年 - 2月28日付で定年のため調教師を引退する。阪神競馬場で引退式が行われた。調教師成績はJRA通算8124戦626勝（うち障害499戦32勝）、地方24戦3勝。
- 2007年7月29日午前8時52分、肺炎のため滋賀県草津市内の病院で死去。82歳没。誕生日を迎えた翌日のことであった。

## おもな管理馬
- ゴールデンパス（1965年朝日チャレンジカップ）
- シーエース（1967年桜花賞）
- ミスハマノオー（1967年タマツバキ記念（秋））
- ランドエース（1969年京都記念（秋））
- ジャズ（1972年アラブ大賞典（春）、読売カップ（秋）、アラブ王冠（秋））
- ランドプリンス（1972年皐月賞）
- ランドジャガー（1972年NHK杯）
- シーロード（1975年阪神障害ステークス（秋））
- ロードカップ（1976年中京記念）
- メイショウキング（1983年カブトヤマ記念）
- シーキャリアー（1991年七夕賞）
- メイショウマリーン（1994年小倉大賞典）
- メイショウアムール（1996年ブリーダーズゴールドカップ、1997年名古屋大賞典、1998年ブリーダーズゴールドカップ）

## おもな厩舎所属者
※太字は門下生。括弧内は厩舎所属期間と所属中の職分。
- 山本正司（1960年-1963年 騎手）
- 川端義雄（1968年-1981年 騎手）
- 嘉堂信雄（1978年-1994年 騎手）